# جوانا جيدرزييسيك
جوانا جيدرزييسيك (مواليد 18 أغسطس 1987) هي لاعبة فنون قتالية مختلطة بولندية تعمل حالياً في بطولة القتال النهائي وهي حالياً المصنفة الثانية في وزن القشة.